# Halszkaraptor escuilliei
Halszkaraptor (il cui nome significa "ladro di Halszka Osmólska") è un genere estinto di dinosauro teropode dromaeosauride, vissuta nel Cretacico superiore, circa 75-71 milioni di anni fa (Campaniano - Maastrichtiano), in quella che oggi è l'attuale Mongolia. Il genere fa parte della sottofamiglia Halszkaraptorinae e contiene una sola specie, H. escuilliei.
Alcuni scienziati hanno confrontato i suoi fossili con le ossa di coccodrilli e uccelli acquatici, trovando indizi di uno stile di vita semi-acquatico. Analisi filogenetiche hanno rivelato che fu un membro della sottofamiglia basale Halszkaraptorinae, assieme a Mahakala, Hulsanpes e Natovenator.

## Descrizione

### Dimensioni e tratti caratteristici

Dimensioni di H. escuilliei

Halszkaraptor aveva all'incirca le dimensioni di un germano reale. La testa era lunga circa 7 centimetri, il collo 20 centimetri, il torso 13 centimetri e l'osso sacro 5 centimetri, per una lunghezza totale di 60 centimetri (1,9 piedi), coda compresa.
Gli autori della descrizione di Halszkaraptor hanno indicato diversi tratti distintivi dell'animale. Alcuni di questi sono autapomorfie, ossia caratteri derivati unici. La premascella forma una superficie appiattita, occupando il 32% della lunghezza del muso, e ospita undici denti, più di qualsiasi altro teropode. L'osso giugale è a forma di bastoncino e il suo ramo ascendente occupa solo un decimo della barra dietro la cavità oculare, senza raggiungere l'orbita. Il collo è estremamente allungato, rappresentando circa la metà della lunghezza del corpo (esclusa la coda). I postzigofici, i processi articolari posteriori, delle vertebre del collo non recano epifisi, processi addizionali sul loro bordo superiore. Le vertebre del collo hanno spine neurali estremamente ridotte: sulla seconda e quinta vertebra queste sono solo basse creste e le successive vertebre del collo ne sono completamente prive. Nella seconda e quinta vertebra cervicale le neoformapofisi, normalmente accoppiate, si sono fuse in un unico processo a forma di lobo. Le spine neurali delle vertebre della coda sono estremamente accorciate: alle prime tre vertebre di coda si formano come dossi bassi e le successive vertebre della coda mancano completamente. Gli chevron alla base della coda sono grandi e dal profilo pentagonale. La prima falange del terzo dito è il 47% della lunghezza del terzo metacarpo.
Inoltre, una combinazione unica è rappresentata da tratti che di per sé non sono unici. La narice ossea esterna è situata dietro il corpo principale della premascella, il punto in cui questa si collega al ramo anteriore della mascella. Il ramo discendente dell'osso postorbitale è a forma di bastoncello. Il numero di vertebre del collo e della schiena è pari a ventidue. Solo la settima, ottava e nona vertebra cervicale hanno il pleurocele, una depressioni pneumatica ai lati. La transizione tra la base della coda ed il corpo centrale della coda si trova all'altezza della settima-ottava vertebra. Il terzo dito è più lungo del secondo dito.

### Scheletro

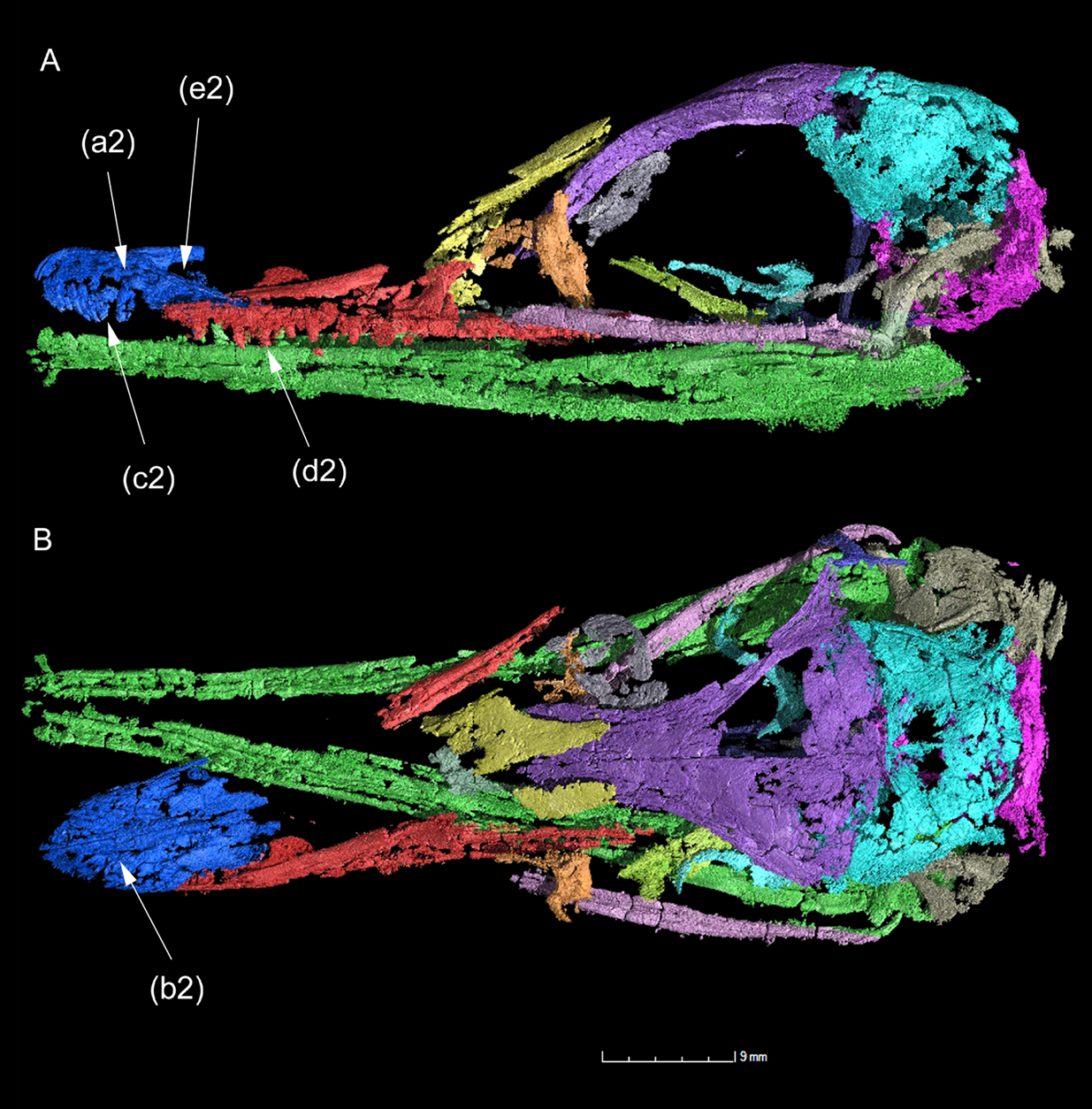
Cranio di H. escuilliei, in vista laterale e dorsale, con le distinte ossa diversamente colorate

Il muso, sebbene allungato, è trasversalmente espanso nella parte anteriore, creando un profilo a forma di cucchiaio in vista dorsale. È anche piatto, ed ha una larghezza del 180% della sua altezza. Il profilo superiore in vista laterale è vuoto. L'area espansa consiste in una premascella relativamente lunga. Questo osso è scavato internamente da un sistema di camere d'aria. Da una camera più ampia nella parte posteriore, i canali neurovascolari permeano l'intero osso, non solo ai lati come in Neovenator, ma anche nella parte superiore. Questi canali ospitavano probabilmente organi elettro-sensoriali. Ogni lato della premascella contiene undici denti, un record all'interno di Dinosauria. I teropodi normalmente hanno quattro denti premascellari a lato e il record precedente per questo gruppo erano sette denti premascellari negli spinosauridi. Questi denti sono molto ravvicinati, si toccano l'un l'altro e sono molto allungati, gradualmente ricurvi verso il retro. Nella mascella, il numero dei denti è stato stimato tra i venti e venticinque, sono più robusti, si curvano solo alla punta e sono maggiormente distanziati. Sono più appiattiti trasversalmente, con una sezione trasversale ovale. Anche il dentario della mascella inferiore ha una stima di venti-venticinque denti. Le narici sono relativamente retratte e orientate obliquamente verso la fronte. Nonostante la lunghezza del muso, l'apertura principale sul lato del cranio anteriore, la fenestra antorbitale, è più corta che alta. Il tetto posteriore del cranio è a volta.
La colonna vertebrale di Halszkaraptor contiene dieci vertebre cervicali, dodici vertebre posteriori e sei vertebre sacrali. Le vertebre della coda conservate includono le prime venti caudali e una serie di sei vertebre caudali centrali.
Il collo è molto allungato, ed pari al 290% della lunghezza del cranio e al 150% della lunghezza della schiena. Ciò implica che rappresenta praticamente la metà della lunghezza dell'animale (muso-sacro), il valore più alto tra tutti i paraviani noti del Mesozoico. All'interno dei Paraves, solo alcuni uccelli più recenti avrebbero un collo proporzionalmente più lungo. Tra i teropodi più basali solo alcuni oviraptorosauri si avvicinano a questo valore; persino i membri di ornithomimosauria non superano mai il 40%. La lunghezza non è causata da un numero maggiore di vertebre, come in oviraptorosauria, ma da un allungamento delle singole vertebre. La sesta vertebra cervicale è la più lunga, essendo quattro volte più lunga delle altre vertebre. Le vertebre cervicali hanno generalmente una struttura semplificata come dimostrato dalla mancanza di epifofisi posteriori. La maggior parte di esse non è pneumatizzata dai pleuroceli, depressioni in cui i diverticoli delle sacche d'aria penetrano nelle pareti ossee. Nella parte anteriore del collo, le spine neuronali, normalmente placche rettangolari, sono state ridotte ad una bassa cresta; nella parte posteriore invece sono totalmente assenti. Nelle prime cinque vertebre del collo, le postzigofisi non hanno uno spazio separatore tra loro ma sono fuse in un lobo singolo. Con altri maniraptoriformi basali questi processi di articolazione posteriore sono a volte collegati da una piastra, ma in tal caso il ripiano osseo è dentellato da una fossa postspinale causando un profilo concavo in vista dorsale; in Halszkaraptor questo solco è assente ed il profilo è convesso. Le costole del collo sono corte, non più lunghe dei corpi vertebrali. Le vertebre posteriori non sono pneumatizzate.
La coda non è irrigidita da lunghe zigapofisi o chevron come negli eudromeosauri derivati. La base della coda è piuttosto corta in quanto il punto di transizione verso il corpo centrale, dove i processi trasversi cessano di esistere, è all'ottava vertebra. La transizione è anche molto graduale nella morfologia. Le spine neurali della coda anteriore sono già fortemente ridotti: solo le prime tre vertebre le possiedono e sono formate da bassi dossi.

## Classificazione
Halszkaraptor è stato inserito all'interno di Dromaeosauridae, nel 2017. Per via delle sue caratteristiche uniche, venne coniato il nuovo clade Halszkaraptorinae, contenente Halszkaraptor e i suoi parenti stretti Hulsanpes e Mahakala.

### Filogenesi
Il cladogramma sottostante è basato sull'analisi filogenetica condotta da Cau et al. (2017), utilizzando i dati aggiornati dal Theropod Working Group. L'analisi ha dimostrato che gli Halszkaraptorinae erano il gruppo di dromaeosauridi più basali noto. Halszkaraptor occupa una posizione basale all'interno di Halszkaraptorinae, come specie sorella di un clade formata da Hulsanpes e Mahakala:
|  | Halszkaraptor                                          |
|  |                                                        |
|  | \| \| Mahakala \| \| \| \| \| \| Hulsanpes \| \| \| \| |
|  |                                                        |
|  | Mahakala                                               |
|  |                                                        |
|  | Hulsanpes                                              |
|  |                                                        |

|  | Mahakala  |
|  |           |
|  | Hulsanpes |
|  |           |

|  | Tianyuraptor                                                         |
|  |                                                                      |
|  | \| \| Dromaeosaurinae \| \| \| \| \| \| Velociraptorinae \| \| \| \| |
|  |                                                                      |
|  | Dromaeosaurinae                                                      |
|  |                                                                      |
|  | Velociraptorinae                                                     |
|  |                                                                      |

|  | Dromaeosaurinae  |
|  |                  |
|  | Velociraptorinae |
|  |                  |

|  | Tianyuraptor                                                         |
|  |                                                                      |
|  | \| \| Dromaeosaurinae \| \| \| \| \| \| Velociraptorinae \| \| \| \| |
|  |                                                                      |
|  | Dromaeosaurinae                                                      |
|  |                                                                      |
|  | Velociraptorinae                                                     |
|  |                                                                      |

|  | Dromaeosaurinae  |
|  |                  |
|  | Velociraptorinae |
|  |                  |

|  | Tianyuraptor                                                         |
|  |                                                                      |
|  | \| \| Dromaeosaurinae \| \| \| \| \| \| Velociraptorinae \| \| \| \| |
|  |                                                                      |
|  | Dromaeosaurinae                                                      |
|  |                                                                      |
|  | Velociraptorinae                                                     |
|  |                                                                      |

|  | Dromaeosaurinae  |
|  |                  |
|  | Velociraptorinae |
|  |                  |

|  | Tianyuraptor                                                         |
|  |                                                                      |
|  | \| \| Dromaeosaurinae \| \| \| \| \| \| Velociraptorinae \| \| \| \| |
|  |                                                                      |
|  | Dromaeosaurinae                                                      |
|  |                                                                      |
|  | Velociraptorinae                                                     |
|  |                                                                      |

|  | Dromaeosaurinae  |
|  |                  |
|  | Velociraptorinae |
|  |                  |

|  | Tianyuraptor                                                         |
|  |                                                                      |
|  | \| \| Dromaeosaurinae \| \| \| \| \| \| Velociraptorinae \| \| \| \| |
|  |                                                                      |
|  | Dromaeosaurinae                                                      |
|  |                                                                      |
|  | Velociraptorinae                                                     |
|  |                                                                      |

|  | Dromaeosaurinae  |
|  |                  |
|  | Velociraptorinae |
|  |                  |

|  | Tianyuraptor                                                         |
|  |                                                                      |
|  | \| \| Dromaeosaurinae \| \| \| \| \| \| Velociraptorinae \| \| \| \| |
|  |                                                                      |
|  | Dromaeosaurinae                                                      |
|  |                                                                      |
|  | Velociraptorinae                                                     |
|  |                                                                      |

|  | Dromaeosaurinae  |
|  |                  |
|  | Velociraptorinae |
|  |                  |

|  | Tianyuraptor                                                         |
|  |                                                                      |
|  | \| \| Dromaeosaurinae \| \| \| \| \| \| Velociraptorinae \| \| \| \| |
|  |                                                                      |
|  | Dromaeosaurinae                                                      |
|  |                                                                      |
|  | Velociraptorinae                                                     |
|  |                                                                      |

|  | Dromaeosaurinae  |
|  |                  |
|  | Velociraptorinae |
|  |                  |

|  | Tianyuraptor                                                         |
|  |                                                                      |
|  | \| \| Dromaeosaurinae \| \| \| \| \| \| Velociraptorinae \| \| \| \| |
|  |                                                                      |
|  | Dromaeosaurinae                                                      |
|  |                                                                      |
|  | Velociraptorinae                                                     |
|  |                                                                      |

|  | Dromaeosaurinae  |
|  |                  |
|  | Velociraptorinae |
|  |                  |

|  | Tianyuraptor                                                         |
|  |                                                                      |
|  | \| \| Dromaeosaurinae \| \| \| \| \| \| Velociraptorinae \| \| \| \| |
|  |                                                                      |
|  | Dromaeosaurinae                                                      |
|  |                                                                      |
|  | Velociraptorinae                                                     |
|  |                                                                      |

|  | Dromaeosaurinae  |
|  |                  |
|  | Velociraptorinae |
|  |                  |

|  | Tianyuraptor                                                         |
|  |                                                                      |
|  | \| \| Dromaeosaurinae \| \| \| \| \| \| Velociraptorinae \| \| \| \| |
|  |                                                                      |
|  | Dromaeosaurinae                                                      |
|  |                                                                      |
|  | Velociraptorinae                                                     |
|  |                                                                      |

|  | Dromaeosaurinae  |
|  |                  |
|  | Velociraptorinae |
|  |                  |

|  | Tianyuraptor                                                         |
|  |                                                                      |
|  | \| \| Dromaeosaurinae \| \| \| \| \| \| Velociraptorinae \| \| \| \| |
|  |                                                                      |
|  | Dromaeosaurinae                                                      |
|  |                                                                      |
|  | Velociraptorinae                                                     |
|  |                                                                      |

|  | Dromaeosaurinae  |
|  |                  |
|  | Velociraptorinae |
|  |                  |

|  | Tianyuraptor                                                         |
|  |                                                                      |
|  | \| \| Dromaeosaurinae \| \| \| \| \| \| Velociraptorinae \| \| \| \| |
|  |                                                                      |
|  | Dromaeosaurinae                                                      |
|  |                                                                      |
|  | Velociraptorinae                                                     |
|  |                                                                      |

|  | Dromaeosaurinae  |
|  |                  |
|  | Velociraptorinae |
|  |                  |

|  | Tianyuraptor                                                         |
|  |                                                                      |
|  | \| \| Dromaeosaurinae \| \| \| \| \| \| Velociraptorinae \| \| \| \| |
|  |                                                                      |
|  | Dromaeosaurinae                                                      |
|  |                                                                      |
|  | Velociraptorinae                                                     |
|  |                                                                      |

|  | Dromaeosaurinae  |
|  |                  |
|  | Velociraptorinae |
|  |                  |

|  | Tianyuraptor                                                         |
|  |                                                                      |
|  | \| \| Dromaeosaurinae \| \| \| \| \| \| Velociraptorinae \| \| \| \| |
|  |                                                                      |
|  | Dromaeosaurinae                                                      |
|  |                                                                      |
|  | Velociraptorinae                                                     |
|  |                                                                      |

|  | Dromaeosaurinae  |
|  |                  |
|  | Velociraptorinae |
|  |                  |

|  | Tianyuraptor                                                         |
|  |                                                                      |
|  | \| \| Dromaeosaurinae \| \| \| \| \| \| Velociraptorinae \| \| \| \| |
|  |                                                                      |
|  | Dromaeosaurinae                                                      |
|  |                                                                      |
|  | Velociraptorinae                                                     |
|  |                                                                      |

|  | Dromaeosaurinae  |
|  |                  |
|  | Velociraptorinae |
|  |                  |

|  | Tianyuraptor                                                         |
|  |                                                                      |
|  | \| \| Dromaeosaurinae \| \| \| \| \| \| Velociraptorinae \| \| \| \| |
|  |                                                                      |
|  | Dromaeosaurinae                                                      |
|  |                                                                      |
|  | Velociraptorinae                                                     |
|  |                                                                      |

|  | Dromaeosaurinae  |
|  |                  |
|  | Velociraptorinae |
|  |                  |

|  | Tianyuraptor                                                         |
|  |                                                                      |
|  | \| \| Dromaeosaurinae \| \| \| \| \| \| Velociraptorinae \| \| \| \| |
|  |                                                                      |
|  | Dromaeosaurinae                                                      |
|  |                                                                      |
|  | Velociraptorinae                                                     |
|  |                                                                      |

|  | Dromaeosaurinae  |
|  |                  |
|  | Velociraptorinae |
|  |                  |

|  | Tianyuraptor                                                         |
|  |                                                                      |
|  | \| \| Dromaeosaurinae \| \| \| \| \| \| Velociraptorinae \| \| \| \| |
|  |                                                                      |
|  | Dromaeosaurinae                                                      |
|  |                                                                      |
|  | Velociraptorinae                                                     |
|  |                                                                      |

|  | Dromaeosaurinae  |
|  |                  |
|  | Velociraptorinae |
|  |                  |

|  | Tianyuraptor                                                         |
|  |                                                                      |
|  | \| \| Dromaeosaurinae \| \| \| \| \| \| Velociraptorinae \| \| \| \| |
|  |                                                                      |
|  | Dromaeosaurinae                                                      |
|  |                                                                      |
|  | Velociraptorinae                                                     |
|  |                                                                      |

|  | Dromaeosaurinae  |
|  |                  |
|  | Velociraptorinae |
|  |                  |

|  | Tianyuraptor                                                         |
|  |                                                                      |
|  | \| \| Dromaeosaurinae \| \| \| \| \| \| Velociraptorinae \| \| \| \| |
|  |                                                                      |
|  | Dromaeosaurinae                                                      |
|  |                                                                      |
|  | Velociraptorinae                                                     |
|  |                                                                      |

|  | Dromaeosaurinae  |
|  |                  |
|  | Velociraptorinae |
|  |                  |

|  | Tianyuraptor                                                         |
|  |                                                                      |
|  | \| \| Dromaeosaurinae \| \| \| \| \| \| Velociraptorinae \| \| \| \| |
|  |                                                                      |
|  | Dromaeosaurinae                                                      |
|  |                                                                      |
|  | Velociraptorinae                                                     |
|  |                                                                      |

|  | Dromaeosaurinae  |
|  |                  |
|  | Velociraptorinae |
|  |                  |

|  | Tianyuraptor                                                         |
|  |                                                                      |
|  | \| \| Dromaeosaurinae \| \| \| \| \| \| Velociraptorinae \| \| \| \| |
|  |                                                                      |
|  | Dromaeosaurinae                                                      |
|  |                                                                      |
|  | Velociraptorinae                                                     |
|  |                                                                      |

|  | Dromaeosaurinae  |
|  |                  |
|  | Velociraptorinae |
|  |                  |

|  | Tianyuraptor                                                         |
|  |                                                                      |
|  | \| \| Dromaeosaurinae \| \| \| \| \| \| Velociraptorinae \| \| \| \| |
|  |                                                                      |
|  | Dromaeosaurinae                                                      |
|  |                                                                      |
|  | Velociraptorinae                                                     |
|  |                                                                      |

|  | Dromaeosaurinae  |
|  |                  |
|  | Velociraptorinae |
|  |                  |

|  | Tianyuraptor                                                         |
|  |                                                                      |
|  | \| \| Dromaeosaurinae \| \| \| \| \| \| Velociraptorinae \| \| \| \| |
|  |                                                                      |
|  | Dromaeosaurinae                                                      |
|  |                                                                      |
|  | Velociraptorinae                                                     |
|  |                                                                      |

|  | Dromaeosaurinae  |
|  |                  |
|  | Velociraptorinae |
|  |                  |

|  | Tianyuraptor                                                         |
|  |                                                                      |
|  | \| \| Dromaeosaurinae \| \| \| \| \| \| Velociraptorinae \| \| \| \| |
|  |                                                                      |
|  | Dromaeosaurinae                                                      |
|  |                                                                      |
|  | Velociraptorinae                                                     |
|  |                                                                      |

|  | Dromaeosaurinae  |
|  |                  |
|  | Velociraptorinae |
|  |                  |

|  | Tianyuraptor                                                         |
|  |                                                                      |
|  | \| \| Dromaeosaurinae \| \| \| \| \| \| Velociraptorinae \| \| \| \| |
|  |                                                                      |
|  | Dromaeosaurinae                                                      |
|  |                                                                      |
|  | Velociraptorinae                                                     |
|  |                                                                      |

|  | Dromaeosaurinae  |
|  |                  |
|  | Velociraptorinae |
|  |                  |

|  | Tianyuraptor                                                         |
|  |                                                                      |
|  | \| \| Dromaeosaurinae \| \| \| \| \| \| Velociraptorinae \| \| \| \| |
|  |                                                                      |
|  | Dromaeosaurinae                                                      |
|  |                                                                      |
|  | Velociraptorinae                                                     |
|  |                                                                      |

|  | Dromaeosaurinae  |
|  |                  |
|  | Velociraptorinae |
|  |                  |

|  | Tianyuraptor                                                         |
|  |                                                                      |
|  | \| \| Dromaeosaurinae \| \| \| \| \| \| Velociraptorinae \| \| \| \| |
|  |                                                                      |
|  | Dromaeosaurinae                                                      |
|  |                                                                      |
|  | Velociraptorinae                                                     |
|  |                                                                      |

|  | Dromaeosaurinae  |
|  |                  |
|  | Velociraptorinae |
|  |                  |

|  | Tianyuraptor                                                         |
|  |                                                                      |
|  | \| \| Dromaeosaurinae \| \| \| \| \| \| Velociraptorinae \| \| \| \| |
|  |                                                                      |
|  | Dromaeosaurinae                                                      |
|  |                                                                      |
|  | Velociraptorinae                                                     |
|  |                                                                      |

|  | Dromaeosaurinae  |
|  |                  |
|  | Velociraptorinae |
|  |                  |

|  | Tianyuraptor                                                         |
|  |                                                                      |
|  | \| \| Dromaeosaurinae \| \| \| \| \| \| Velociraptorinae \| \| \| \| |
|  |                                                                      |
|  | Dromaeosaurinae                                                      |
|  |                                                                      |
|  | Velociraptorinae                                                     |
|  |                                                                      |

|  | Dromaeosaurinae  |
|  |                  |
|  | Velociraptorinae |
|  |                  |

|  | Tianyuraptor                                                         |
|  |                                                                      |
|  | \| \| Dromaeosaurinae \| \| \| \| \| \| Velociraptorinae \| \| \| \| |
|  |                                                                      |
|  | Dromaeosaurinae                                                      |
|  |                                                                      |
|  | Velociraptorinae                                                     |
|  |                                                                      |

|  | Dromaeosaurinae  |
|  |                  |
|  | Velociraptorinae |
|  |                  |

|  | Tianyuraptor                                                         |
|  |                                                                      |
|  | \| \| Dromaeosaurinae \| \| \| \| \| \| Velociraptorinae \| \| \| \| |
|  |                                                                      |
|  | Dromaeosaurinae                                                      |
|  |                                                                      |
|  | Velociraptorinae                                                     |
|  |                                                                      |

|  | Dromaeosaurinae  |
|  |                  |
|  | Velociraptorinae |
|  |                  |

|  | Halszkaraptor                                          |
|  |                                                        |
|  | \| \| Mahakala \| \| \| \| \| \| Hulsanpes \| \| \| \| |
|  |                                                        |
|  | Mahakala                                               |
|  |                                                        |
|  | Hulsanpes                                              |
|  |                                                        |

|  | Mahakala  |
|  |           |
|  | Hulsanpes |
|  |           |

|  | Tianyuraptor                                                         |
|  |                                                                      |
|  | \| \| Dromaeosaurinae \| \| \| \| \| \| Velociraptorinae \| \| \| \| |
|  |                                                                      |
|  | Dromaeosaurinae                                                      |
|  |                                                                      |
|  | Velociraptorinae                                                     |
|  |                                                                      |

|  | Dromaeosaurinae  |
|  |                  |
|  | Velociraptorinae |
|  |                  |

|  | Tianyuraptor                                                         |
|  |                                                                      |
|  | \| \| Dromaeosaurinae \| \| \| \| \| \| Velociraptorinae \| \| \| \| |
|  |                                                                      |
|  | Dromaeosaurinae                                                      |
|  |                                                                      |
|  | Velociraptorinae                                                     |
|  |                                                                      |

|  | Dromaeosaurinae  |
|  |                  |
|  | Velociraptorinae |
|  |                  |

|  | Tianyuraptor                                                         |
|  |                                                                      |
|  | \| \| Dromaeosaurinae \| \| \| \| \| \| Velociraptorinae \| \| \| \| |
|  |                                                                      |
|  | Dromaeosaurinae                                                      |
|  |                                                                      |
|  | Velociraptorinae                                                     |
|  |                                                                      |

|  | Dromaeosaurinae  |
|  |                  |
|  | Velociraptorinae |
|  |                  |

|  | Tianyuraptor                                                         |
|  |                                                                      |
|  | \| \| Dromaeosaurinae \| \| \| \| \| \| Velociraptorinae \| \| \| \| |
|  |                                                                      |
|  | Dromaeosaurinae                                                      |
|  |                                                                      |
|  | Velociraptorinae                                                     |
|  |                                                                      |

|  | Dromaeosaurinae  |
|  |                  |
|  | Velociraptorinae |
|  |                  |

|  | Tianyuraptor                                                         |
|  |                                                                      |
|  | \| \| Dromaeosaurinae \| \| \| \| \| \| Velociraptorinae \| \| \| \| |
|  |                                                                      |
|  | Dromaeosaurinae                                                      |
|  |                                                                      |
|  | Velociraptorinae                                                     |
|  |                                                                      |

|  | Dromaeosaurinae  |
|  |                  |
|  | Velociraptorinae |
|  |                  |

|  | Tianyuraptor                                                         |
|  |                                                                      |
|  | \| \| Dromaeosaurinae \| \| \| \| \| \| Velociraptorinae \| \| \| \| |
|  |                                                                      |
|  | Dromaeosaurinae                                                      |
|  |                                                                      |
|  | Velociraptorinae                                                     |
|  |                                                                      |

|  | Dromaeosaurinae  |
|  |                  |
|  | Velociraptorinae |
|  |                  |

|  | Tianyuraptor                                                         |
|  |                                                                      |
|  | \| \| Dromaeosaurinae \| \| \| \| \| \| Velociraptorinae \| \| \| \| |
|  |                                                                      |
|  | Dromaeosaurinae                                                      |
|  |                                                                      |
|  | Velociraptorinae                                                     |
|  |                                                                      |

|  | Dromaeosaurinae  |
|  |                  |
|  | Velociraptorinae |
|  |                  |

|  | Tianyuraptor                                                         |
|  |                                                                      |
|  | \| \| Dromaeosaurinae \| \| \| \| \| \| Velociraptorinae \| \| \| \| |
|  |                                                                      |
|  | Dromaeosaurinae                                                      |
|  |                                                                      |
|  | Velociraptorinae                                                     |
|  |                                                                      |

|  | Dromaeosaurinae  |
|  |                  |
|  | Velociraptorinae |
|  |                  |

|  | Tianyuraptor                                                         |
|  |                                                                      |
|  | \| \| Dromaeosaurinae \| \| \| \| \| \| Velociraptorinae \| \| \| \| |
|  |                                                                      |
|  | Dromaeosaurinae                                                      |
|  |                                                                      |
|  | Velociraptorinae                                                     |
|  |                                                                      |

|  | Dromaeosaurinae  |
|  |                  |
|  | Velociraptorinae |
|  |                  |

|  | Tianyuraptor                                                         |
|  |                                                                      |
|  | \| \| Dromaeosaurinae \| \| \| \| \| \| Velociraptorinae \| \| \| \| |
|  |                                                                      |
|  | Dromaeosaurinae                                                      |
|  |                                                                      |
|  | Velociraptorinae                                                     |
|  |                                                                      |

|  | Dromaeosaurinae  |
|  |                  |
|  | Velociraptorinae |
|  |                  |

|  | Tianyuraptor                                                         |
|  |                                                                      |
|  | \| \| Dromaeosaurinae \| \| \| \| \| \| Velociraptorinae \| \| \| \| |
|  |                                                                      |
|  | Dromaeosaurinae                                                      |
|  |                                                                      |
|  | Velociraptorinae                                                     |
|  |                                                                      |

|  | Dromaeosaurinae  |
|  |                  |
|  | Velociraptorinae |
|  |                  |

|  | Tianyuraptor                                                         |
|  |                                                                      |
|  | \| \| Dromaeosaurinae \| \| \| \| \| \| Velociraptorinae \| \| \| \| |
|  |                                                                      |
|  | Dromaeosaurinae                                                      |
|  |                                                                      |
|  | Velociraptorinae                                                     |
|  |                                                                      |

|  | Dromaeosaurinae  |
|  |                  |
|  | Velociraptorinae |
|  |                  |

|  | Tianyuraptor                                                         |
|  |                                                                      |
|  | \| \| Dromaeosaurinae \| \| \| \| \| \| Velociraptorinae \| \| \| \| |
|  |                                                                      |
|  | Dromaeosaurinae                                                      |
|  |                                                                      |
|  | Velociraptorinae                                                     |
|  |                                                                      |

|  | Dromaeosaurinae  |
|  |                  |
|  | Velociraptorinae |
|  |                  |

|  | Tianyuraptor                                                         |
|  |                                                                      |
|  | \| \| Dromaeosaurinae \| \| \| \| \| \| Velociraptorinae \| \| \| \| |
|  |                                                                      |
|  | Dromaeosaurinae                                                      |
|  |                                                                      |
|  | Velociraptorinae                                                     |
|  |                                                                      |

|  | Dromaeosaurinae  |
|  |                  |
|  | Velociraptorinae |
|  |                  |

|  | Tianyuraptor                                                         |
|  |                                                                      |
|  | \| \| Dromaeosaurinae \| \| \| \| \| \| Velociraptorinae \| \| \| \| |
|  |                                                                      |
|  | Dromaeosaurinae                                                      |
|  |                                                                      |
|  | Velociraptorinae                                                     |
|  |                                                                      |

|  | Dromaeosaurinae  |
|  |                  |
|  | Velociraptorinae |
|  |                  |

|  | Tianyuraptor                                                         |
|  |                                                                      |
|  | \| \| Dromaeosaurinae \| \| \| \| \| \| Velociraptorinae \| \| \| \| |
|  |                                                                      |
|  | Dromaeosaurinae                                                      |
|  |                                                                      |
|  | Velociraptorinae                                                     |
|  |                                                                      |

|  | Dromaeosaurinae  |
|  |                  |
|  | Velociraptorinae |
|  |                  |

|  | Tianyuraptor                                                         |
|  |                                                                      |
|  | \| \| Dromaeosaurinae \| \| \| \| \| \| Velociraptorinae \| \| \| \| |
|  |                                                                      |
|  | Dromaeosaurinae                                                      |
|  |                                                                      |
|  | Velociraptorinae                                                     |
|  |                                                                      |

|  | Dromaeosaurinae  |
|  |                  |
|  | Velociraptorinae |
|  |                  |

|  | Tianyuraptor                                                         |
|  |                                                                      |
|  | \| \| Dromaeosaurinae \| \| \| \| \| \| Velociraptorinae \| \| \| \| |
|  |                                                                      |
|  | Dromaeosaurinae                                                      |
|  |                                                                      |
|  | Velociraptorinae                                                     |
|  |                                                                      |

|  | Dromaeosaurinae  |
|  |                  |
|  | Velociraptorinae |
|  |                  |

|  | Tianyuraptor                                                         |
|  |                                                                      |
|  | \| \| Dromaeosaurinae \| \| \| \| \| \| Velociraptorinae \| \| \| \| |
|  |                                                                      |
|  | Dromaeosaurinae                                                      |
|  |                                                                      |
|  | Velociraptorinae                                                     |
|  |                                                                      |

|  | Dromaeosaurinae  |
|  |                  |
|  | Velociraptorinae |
|  |                  |

|  | Tianyuraptor                                                         |
|  |                                                                      |
|  | \| \| Dromaeosaurinae \| \| \| \| \| \| Velociraptorinae \| \| \| \| |
|  |                                                                      |
|  | Dromaeosaurinae                                                      |
|  |                                                                      |
|  | Velociraptorinae                                                     |
|  |                                                                      |

|  | Dromaeosaurinae  |
|  |                  |
|  | Velociraptorinae |
|  |                  |

|  | Tianyuraptor                                                         |
|  |                                                                      |
|  | \| \| Dromaeosaurinae \| \| \| \| \| \| Velociraptorinae \| \| \| \| |
|  |                                                                      |
|  | Dromaeosaurinae                                                      |
|  |                                                                      |
|  | Velociraptorinae                                                     |
|  |                                                                      |

|  | Dromaeosaurinae  |
|  |                  |
|  | Velociraptorinae |
|  |                  |

|  | Tianyuraptor                                                         |
|  |                                                                      |
|  | \| \| Dromaeosaurinae \| \| \| \| \| \| Velociraptorinae \| \| \| \| |
|  |                                                                      |
|  | Dromaeosaurinae                                                      |
|  |                                                                      |
|  | Velociraptorinae                                                     |
|  |                                                                      |

|  | Dromaeosaurinae  |
|  |                  |
|  | Velociraptorinae |
|  |                  |

|  | Tianyuraptor                                                         |
|  |                                                                      |
|  | \| \| Dromaeosaurinae \| \| \| \| \| \| Velociraptorinae \| \| \| \| |
|  |                                                                      |
|  | Dromaeosaurinae                                                      |
|  |                                                                      |
|  | Velociraptorinae                                                     |
|  |                                                                      |

|  | Dromaeosaurinae  |
|  |                  |
|  | Velociraptorinae |
|  |                  |

|  | Tianyuraptor                                                         |
|  |                                                                      |
|  | \| \| Dromaeosaurinae \| \| \| \| \| \| Velociraptorinae \| \| \| \| |
|  |                                                                      |
|  | Dromaeosaurinae                                                      |
|  |                                                                      |
|  | Velociraptorinae                                                     |
|  |                                                                      |

|  | Dromaeosaurinae  |
|  |                  |
|  | Velociraptorinae |
|  |                  |

|  | Tianyuraptor                                                         |
|  |                                                                      |
|  | \| \| Dromaeosaurinae \| \| \| \| \| \| Velociraptorinae \| \| \| \| |
|  |                                                                      |
|  | Dromaeosaurinae                                                      |
|  |                                                                      |
|  | Velociraptorinae                                                     |
|  |                                                                      |

|  | Dromaeosaurinae  |
|  |                  |
|  | Velociraptorinae |
|  |                  |

|  | Tianyuraptor                                                         |
|  |                                                                      |
|  | \| \| Dromaeosaurinae \| \| \| \| \| \| Velociraptorinae \| \| \| \| |
|  |                                                                      |
|  | Dromaeosaurinae                                                      |
|  |                                                                      |
|  | Velociraptorinae                                                     |
|  |                                                                      |

|  | Dromaeosaurinae  |
|  |                  |
|  | Velociraptorinae |
|  |                  |

|  | Tianyuraptor                                                         |
|  |                                                                      |
|  | \| \| Dromaeosaurinae \| \| \| \| \| \| Velociraptorinae \| \| \| \| |
|  |                                                                      |
|  | Dromaeosaurinae                                                      |
|  |                                                                      |
|  | Velociraptorinae                                                     |
|  |                                                                      |

|  | Dromaeosaurinae  |
|  |                  |
|  | Velociraptorinae |
|  |                  |

|  | Tianyuraptor                                                         |
|  |                                                                      |
|  | \| \| Dromaeosaurinae \| \| \| \| \| \| Velociraptorinae \| \| \| \| |
|  |                                                                      |
|  | Dromaeosaurinae                                                      |
|  |                                                                      |
|  | Velociraptorinae                                                     |
|  |                                                                      |

|  | Dromaeosaurinae  |
|  |                  |
|  | Velociraptorinae |
|  |                  |

|  | Tianyuraptor                                                         |
|  |                                                                      |
|  | \| \| Dromaeosaurinae \| \| \| \| \| \| Velociraptorinae \| \| \| \| |
|  |                                                                      |
|  | Dromaeosaurinae                                                      |
|  |                                                                      |
|  | Velociraptorinae                                                     |
|  |                                                                      |

|  | Dromaeosaurinae  |
|  |                  |
|  | Velociraptorinae |
|  |                  |

|  | Tianyuraptor                                                         |
|  |                                                                      |
|  | \| \| Dromaeosaurinae \| \| \| \| \| \| Velociraptorinae \| \| \| \| |
|  |                                                                      |
|  | Dromaeosaurinae                                                      |
|  |                                                                      |
|  | Velociraptorinae                                                     |
|  |                                                                      |

|  | Dromaeosaurinae  |
|  |                  |
|  | Velociraptorinae |
|  |                  |

|  | Tianyuraptor                                                         |
|  |                                                                      |
|  | \| \| Dromaeosaurinae \| \| \| \| \| \| Velociraptorinae \| \| \| \| |
|  |                                                                      |
|  | Dromaeosaurinae                                                      |
|  |                                                                      |
|  | Velociraptorinae                                                     |
|  |                                                                      |

|  | Dromaeosaurinae  |
|  |                  |
|  | Velociraptorinae |
|  |                  |

|  | Tianyuraptor                                                         |
|  |                                                                      |
|  | \| \| Dromaeosaurinae \| \| \| \| \| \| Velociraptorinae \| \| \| \| |
|  |                                                                      |
|  | Dromaeosaurinae                                                      |
|  |                                                                      |
|  | Velociraptorinae                                                     |
|  |                                                                      |

|  | Dromaeosaurinae  |
|  |                  |
|  | Velociraptorinae |
|  |                  |

## Storia della scoperta

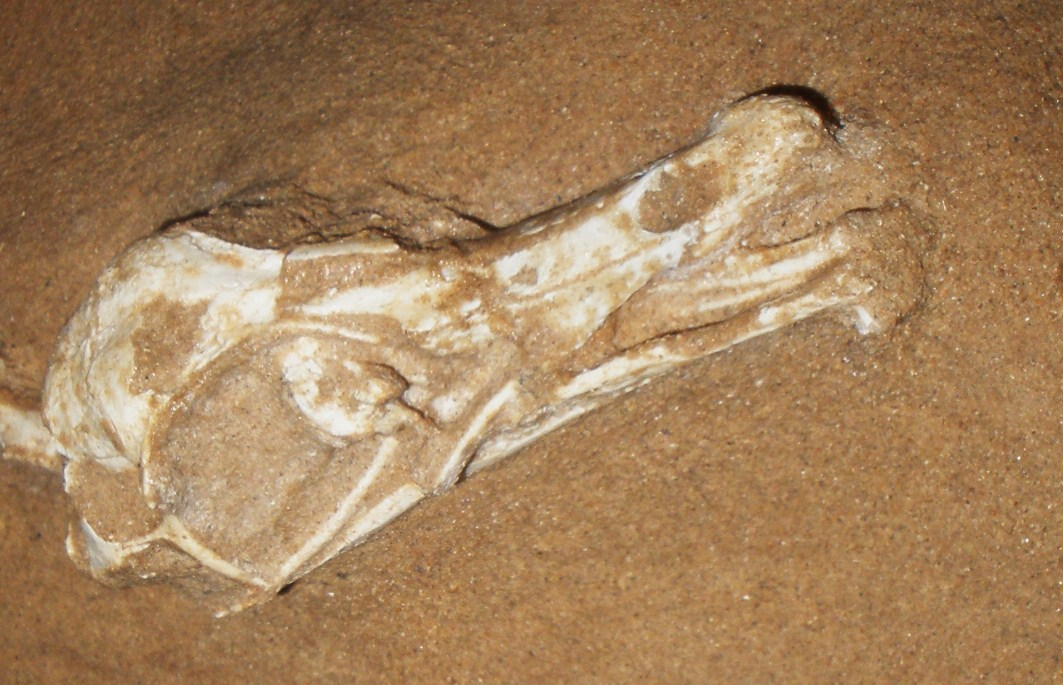
Cranio di H. escuilliei

L'olotipo di Halszkaraptor probabilmente proviene dalla Formazione Djadochta a Ukhaa Tolgod, nella Mongolia meridionale, ed è stato illegalmente raccolto da dei contrabbandieri di fossili. Il fossile viaggiò dal Giappone alla Gran Bretagna, essendo posseduto da diversi collezionisti per alcuni anni fino a quando la compagnia Eldonia dei commercianti di fossili di François Escuillié l'ha ottenuta. Egli identificò il fossile come una nuova specie e nel 2015 lo portò al Royal Belgian Institute of Natural Sciences di Bruxelles, mostrandolo ai paleontologi Pascal Godefroit e Andrea Cau per ulteriori verifiche. Dopo aver verificato la sua autenticità, tra l'altro attraverso la scansione con radiazione di sincrotrone, un raggio di raggi X, presso l'European Synchrotron Radiation Facility, Cau e altri importanti paleontologi hanno descritto il genere in uno studio dettagliato pubblicato sulla rivista Nature. Dopo i negoziati, Escuillié acconsentì a restituire il fossile alle autorità mongole.
La specie tipo Halszkaraptor escuilliei venne nominata e descritta nel 2017, da Andrea Cau, Vincent Beyrand, Dennis F. A. E. Voeten, Vincent Fernandez, Paul Tafforeau, Koen Stein, Rinchen Barsbold, Khishigjav Tsogtbaatar, Philip John Currie e Pascal Godefroit. Il nome generico combina un riferimento alla paleontologa polacca Halszka Osmólska (che fu coinvolta in molte spedizioni in Mongolia e denominò il genere Hulsanpes, che si scoprì poi essere uno stretto parente di Halszkaraptor) al termine latino raptor ossia "ladro". Il nome specifico, escuilliei, onora Escuillié per aver reso l'esemplare disponibile alla scienza.
L'olotipo, MPC D-102/109, è stato ritrovato in uno strato di arenaria arancione del membro Bayn Dzak della Formazione Djadochta, risalente al tardo Campaniano, circa 75 milioni di anni. L'olotipo consiste in uno scheletro relativamente completo con teschio. Nel 2017, il fossile non è stato ulteriormente preparato. Il lavoro da parte dei commercianti di fossili aveva a quel punto esposto in genere il lato sinistro dello scheletro. Il sincrotrone rivelò che le ossa continuavano nella roccia e che l'esemplare, probabilmente, non era una chimera, un assemblaggio artificiale di ossa di specie disparate, sebbene la parte superiore del muso fosse stata restaurata con intonaco e alcuni elementi fossero stati riattaccati alla roccia con la colla. Lo scheletro è ampiamente articolato e non compresso. L'esemplare rappresenta un individuo subadulto, di circa un anno di vita.

## Paleobiologia
Halszkaraptor possedeva caratteristiche tali da permettergli uno stile di vita anfibio, trascorrendo parte della sua vita sia in acqua sia sulla terraferma. Queste caratteristiche includono gli arti posteriori forti ed adatti alla corsa e gli arti anteriori più piccoli simili a pinne per il nuoto. Le ossa degli arti anteriori risultano appiattite, e la mano presenta un terzo dito più lungo e robusto rispetto ad altri teropodi. Ciò suggerisce che la propulsione in acqua fosse fornita proprio dagli arti anteriori, a differenza di quanto si verifica nei moderni anatidi. La coda corta avrebbe portato il centro di gravità più in avanti, un adattamento più utile al nuoto che alla corsa. La postura del corpo sarebbe stata più verticale rispetto alla tipica postura dei teropodi, che mantengono una postura orizzontale parallela al suolo. A tal fine, sono presenti anche adattamenti per una migliore estensione degli arti posteriori, nell'articolazione dell'anca e del femore. L'animale possedeva denti affilati e curvi, un lungo collo e recettori sensoriali sulla punta del muso, che avrebbero potuto permettergli di rilevare le vibrazioni nell'acqua, portando gli scienziati a credere che l'animale cacciasse perlopiù prede acquatiche. Tuttavia, è probabile che l'animale tornasse periodicamente a terra per riprodursi, deporre e covare le proprie uova.
Gli unici altri dinosauri, non-aviani, noti per essersi adattati ad uno stile di vita semiaquatico sono gli spinosauridi.
Nel 2019 venne pubblicato un articolo nel quale si affermò che le caratteristiche peculiari di Halszkaraptor non erano adattamenti ad uno stile di vita semi-acquatico e piscivoro, ma semplicemente caratteristiche comuni alla maggioranza dei Maniraptori. Inoltre, l'analisi filogenetica riportata nell'articolo indicò Halszkaraptorinae come sister-clade di Unenlangiinae. In seguito, uno degli autori della pubblicazione nella quale veniva descritto Halszkaraptor confutò questa ipotesi, dimostrando che le affermazioni dell'autore dell'articolo precedente erano false, in quanto basate su interpretazioni errate dello studio originale. In aggiunta, venne riesaminato il fossile olotipo e vennero definiti 7 nuovi caratteri del muso e della dentatura che H. escuilliei condivide con gli Spinosauridi, anch'essi dotati di particolari adattamenti ad una dieta piscivora. L'autore di questo studio evidenziò come Halszkaraptor abbia caratteristiche scheletriche simili a quelle presenti nei Mergini, un clade moderno di uccelli anseriformi che include animali semi-acquatici, nuotatori e piscivori, come ad esempio lo smergo.